# Shadows of a Broken Past
«Shadows of a Broken Past» — третій студійний альбом британського симфо-готик-метал-гурту Pythia. Реліз відбувся 8 грудня 2014.

## Список композицій
| #     | Назва                  | Тривалість |
| ----- | ---------------------- | ---------- |
| 1.    | «The King's Ruin»      | 04:59      |
| 2.    | «Sword of Destiny»     | 05:31      |
| 3.    | «Moon on the Mountain» | 04:28      |
| 4.    | «War Games»            | 04:42      |
| 5.    | «The Highwayman»       | 07:06      |
| 6.    | «Bring Me Home»        | 05:33      |
| 7.    | «Yellow Rose»          | 03:47      |
| 8.    | «Your Eternity»        | 07:33      |
| 9.    | «The Key»              | 03:42      |
| 10.   | «Broken Paradise»      | 05:50      |
| 53:11 |                        |            |

## Учасники запису
- Емілі Овенден – вокал
- Марк Даес – ударні
- Рос Вайт – ритм-гітара
- Марк Харрінгтон – бас-гітара
- Оз Райт – електрогітара
- Маркус Матусяк – клавіші